# 슈퍼 마리오브라더스 디럭스
슈퍼 마리오브라더스 디럭스(Super Mario Bros. Deluxe)는 1985년과 1986년에 발매되었던 슈퍼 마리오브라더스와 슈퍼 마리오브라더스 더 로스트 레벨즈를 휴대용 게임기인 게임보이 컬러로 이식한 닌텐도의 게임이다.

## 평가
| 평론 점수 평론사 점수 3DS GBC 올게임 4.5/5 [ 1 ] CVG 4/5 [ 2 ] EGM 8.75/10 [ 3 ] 게임 인포머 9.25/10 [ 4 ] 게임스팟 9.9/10 [ 5 ] IGN 10/10 [ 6 ] 닌텐도 라이프 6/10 [ 7 ] 10/10 [ 8 ] 닌텐도 월드 리포트 9/10 [ 9 ] 8/10 [ 10 ] Nintendojo 9/10 [ 11 ] 통합 점수 게임랭킹스 92% [ 12 ] |      |         |
| 평론 점수 |      |         |
| 평론사 | 점수 | 점수    |
| 평론사 | 3DS  | GBC     |
| 올게임 |      | 4.5/5   |
| CVG |      | 4/5     |
| EGM |      | 8.75/10 |
| 게임 인포머 |      | 9.25/10 |
| 게임스팟 |      | 9.9/10  |
| IGN |      | 10/10   |
| 닌텐도 라이프 | 6/10 | 10/10   |
| 닌텐도 월드 리포트 | 9/10 | 8/10    |
| Nintendojo |      | 9/10    |
| 통합 점수 |      |         |
| 게임랭킹스 |      | 92%     |